# Венский, Евгений Осипович
Евге́ний О́сипович Ве́нский (настоящая фамилия — Пя́ткин; 25 декабря 1884 года (6 января 1885 года), с. Средние Тимерсяны, Симбирский уезд, Симбирская губерния, Российская империя — 4 ноября 1943, место смерти неизвестно, предположительно — Красноярский край, РСФСР, СССР) — сатирик

, фельетонист, поэт и драматург.

## Биография

### Образование
Евгений Пяткин родился в небольшом симбирском селе в семье священника (по другим данным — в семье учителя). С 1896 года учился в Сызранской бурсе, по окончании которой поступил в Казанскую духовную семинарию, из которой, впрочем, на четвёртом году обучения был исключён за «сатирические бутады». Год проработал учителем в селе Сенькино Сенгилеевского уезда, а также занимался репетиторством.

### Литературная деятельность
С 1902 года Пяткин начинает вести литературную деятельность. Он помещает свои репортажи, фельетоны, беллетристику в различные газеты и журналы Поволжья: «Самарский листок», «Симбирские вести», «Метеор», «Волжский листок» и т. д. После переезда в 1908 году в Петербург печатается в «Биржевых новостях», «Родине», «Вечерних новостях», «Копейке» и других изданиях. С 1910 года являлся постоянным сотрудником «Сатирикона» и «Нового Сатирикона».
Наиболее полно талант Венского проявился в пародиях и сатирах в сборнике «Мое копыто. Книга великого пасквиля», вышедшего двумя изданиями — в 1910 и 1911 годах. В 1912 году был издан сборник «Сатира и юмор», а во время Первой мировой войны — сборники стихов и прозы «О немцах, извините за выражение» (1915) и «В тылу» (1916), куда поместил не только стихи на военную тему, но и пародии на ура-патриотизм, преобладавший в русской литературе тех времён.
С 1914 по 1918 годы Венский являлся редактором-издателем журнала «Трепач», а также сотрудничал с бульварными журналами «Балаган», «Банный лист», «Кузькина мать». С середины 1918 года в Ростове-на Дону редактировал «Маленькую газету», журнал «Банный лист», писал фельетоны в «Народной газете». В 1919 году издал сборник стихотворений «К людям вольных гор», который в 1940-е годы, когда уничтожались книги репрессированных писателей, и книги, содержащие какие-либо сведения о высланных народах, был изъят из библиотек и уничтожен.
В 1920-е годы Венский неоднократно арестовывался ЧК за статью о персидском консуле, а также за знакомство с белогвардейцами. В 1923 году переехал в Москву, где активно сотрудничал с советскими сатирическими журналами «Красный ворон», «Бегемот», «Бузотёр», «Крокодил» и прочими. В 1926 году выпустил сборники рассказов «Опиум» и «Реальный метод».

### Последние годы жизни
17 октября 1942 года был арестован по статье 58-10 «Пропаганда или агитация, содержащие призыв к свержению, подрыву или ослаблению Советской власти…». 3 марта 1943 года был приговорён Особым совещанием при НКВД СССР к ссылке в Красноярский край на 5 лет. Согласно справке Красноярской краевой клинической больницы (15.06.1949, № 482)
Гр. Пяткин-Венский Е. О. находился на излечении в краевой хирургической больнице с 17/VIII по 4/XI-43 по поводу Дистрофии III ст. и умер 4/XI в 1 час ночи. Похоронила больница.
Реабилитирован 1 июня 1995 года.

## Псевдонимы
Писатель использовал более тридцати различных псевдонимов, среди которых: «Во Евгений», «Евгений Хохлов», «Богоявленский», «И. Бронный», «В. Кубанский», «Е. Свирягин», «Е. Симбирский», «Е. Фролов», «Егор Фррр», «Лирический бродяга» и другие. Но наиболее известным псевдонимом сатирика считается фамилия «Венский», которую он взял в честь модного ресторана «Вена» в Петербурге, где в начале XX века собиралась литературная богема.

## Стилистика произведений
Евгения Венского отличает последовательный антиэстетизм, установка на низовую лексику, язык улицы. Он сделал героями прессы обитателей «Обводки» (Обводного канала) и Горячего поля: ночлежников, жуликов, проституток, попрошаек. Сам автор относил себя к представителям «новой литературы»: «литературы улицы, трамвая, кинематографа, ресторана». Несмотря на это, благодаря полученному в детстве семинарскому образованию его произведения изобилуют греческими и латинскими крылатыми изречениями.